# HMS Snowdrop (1915)
La HMS Snowdrop è stata una nave del tipo sloop della classe Azalea della Royal Navy britannica. Costruita nei cantieri McMillan, venne varata il 7 ottobre 1915.

## Servizio
Entrata in servizio in piena prima guerra mondiale, partecipò attivamente al conflitto.
È famosa soprattutto per aver salvato, il 17 luglio 1918, i 218 naufraghi della nave da trasporto truppe RMS Carpathia, affondata dopo il siluramento da parte del sommergibile tedesco U-55 e famosa a sua volta in quanto, sei anni prima, quando prestava servizio come transatlantico civile, aveva salvato i superstiti del più celebre disastro marittimo di sempre, l'affondamento del RMS Titanic.
Nello stesso anno ha prestato soccorso anche cacciatorpediniere USS Cassin, attaccato anch'esso da un U-Boot, l'U-61, ma non affondato.
La HMS Snowdrop rimase in servizio attivo fino al 15 gennaio 1923, quando venne venduta per la demolizione alla Unity Ship Breaking Company.